# Bernardo Conde y Corral
Bernardo Conde y Corral (Leiva, 1814-Zamora, 1880) fue un sacerdote y profesor español, obispo de Plasencia y Zamora.

## Biografía
Nació el 20 de agosto de 1814 en la localidad de Leiva, perteneciente por entonces a la provincia de Logroño. Después de servir como acólito en la iglesia de su pueblo natal, ingresó a los catorce años de edad en la orden de canónigos premostratenses y marchó a estudiar a la Universidad de Madrid. Fue organista en la parroquia de San Marcos, catedrático de Filosofía en el Seminario de Ciudad Rodrigo, teniente de Sacramentos en la parroquia de San Ginés de Madrid, catedrático en la Universidad Central, secretario del obispado de Lugo, luego deán, gobernador eclesiástico y provisor, obispo de Plasencia y, finalmente, obispo de Zamora. Falleció el 31 de marzo de 1880 en Zamora.